# Sahr Senesie
Sahr Senesie (Koindu, 20 giugno 1985) è un procuratore sportivo ed ex calciatore sierraleonese naturalizzato tedesco, di ruolo attaccante.

## Biografia
Senesie è fratellastro del calciatore Antonio Rüdiger.

## Carriera

### Club
Ha giocato 24 partite nella prima divisione tedesca con il Borussia Dortmund, club con il quale ha anche segnato un gol in 2 presenze in Coppa UEFA e con cui ha giocato 2 partite in Coppa Intertoto UEFA. Ha inoltre anche giocato nella prima divisione svizzera con il Grasshoppers (6 presenze).

### Nazionale
Ha giocato nelle nazionali giovanili tedesche Under-19, Under-20 ed Under-21. Ha partecipato ai Mondiali Under-20 del 2005.

## Palmarès
- Fußball-Regionalliga: 1

Sonnenhof G.: 2013-2014 (girone sudovest)